# NARグランプリ
NARグランプリ（エヌエーアールグランプリ）は、地方競馬での活躍をたたえるために、地方競馬全国協会（NAR）が1990年度より設けている年間表彰制度である。

## 概要
地方競馬全国協会（NAR・地全協）はその創設時より各ブロックごとに当該年度の競馬の発展に貢献した人物を表彰する制度を設けていた。また、馬に対しては1954年（昭和29年）に競馬専門紙『競週ニュース』『競馬週報』を発行していた啓衆社が『公営日本一』という賞を立ち上げたが、1972年（昭和47年）の競馬週報廃刊と共に打ち切られ、以後暫く途絶えていた。
本賞はそれらの系譜を統合し、地方競馬としては初めて全国の地方競馬団体を統一的に表彰する賞である。
第1回NARグランプリの表彰式は1991年2月にマスコミ関係者や文化人、そしてなにより全国の地方競馬場の代表らを集めて行われたが、一方で地全協内部のみでの選考であること、また年度代表馬は獲得賞金額のみでの選出であったことなどが当初から問題とされていた。1994年の表彰より後述のような各地区の推薦・選定委員会による合議・投票制へと改革がはかられ、以後は人馬共に部門構成の変遷がありつつも現在まで続いている。

## 歴代年度代表馬・最優秀騎手・最優秀調教師
| 年     | 年度代表馬         | 品種   | 所属   | 最優秀騎手 | 所属 | 最優秀調教師 | 所属 |
| ------ | ------------------ | ------ | ------ | ---------- | ---- | ------------ | ---- |
| 1990年 | ダイコウガルダン   | サラ系 | 大井   | 石崎隆之   | 船橋 | 荒川友司     | 笠松 |
| 1991年 | ダイコウガルダン   | サラ系 | 大井   | 石崎隆之   | 船橋 | 赤間清松     | 大井 |
| 1992年 | グレイドショウリ   | サラ系 | 大井   | 石崎隆之   | 船橋 | 赤間清松     | 大井 |
| 1993年 | ホワイトシルバー   | サラ系 | 大井   | 石崎隆之   | 船橋 | 赤間清松     | 大井 |
| 1994年 | トチノミネフジ     | アラ系 | 大井   | 石崎隆之   | 船橋 | 川島正行     | 船橋 |
| 1995年 | ライデンリーダー   | サラ系 | 笠松   | 石崎隆之   | 船橋 | 荒川友司     | 笠松 |
| 1996年 | ケイエスヨシゼン   | アラ系 | 兵庫   | 石崎隆之   | 船橋 | 荒川友司     | 笠松 |
| 1997年 | アブクマポーロ     | サラ系 | 船橋   | 石崎隆之   | 船橋 | 荒川友司     | 笠松 |
| 1998年 | アブクマポーロ     | サラ系 | 船橋   | 石崎隆之   | 船橋 | 出川克己     | 船橋 |
| 1999年 | メイセイオペラ     | サラ系 | 岩手   | 石崎隆之   | 船橋 | 荒川友司     | 笠松 |
| 2000年 | ベラミロード       | サラ系 | 栃木   | 石崎隆之   | 船橋 | 川島正行     | 船橋 |
| 2001年 | トーホウエンペラー | サラ系 | 岩手   | 石崎隆之   | 船橋 | 曾和直榮     | 兵庫 |
| 2002年 | トーホウエンペラー | サラ系 | 岩手   | 石崎隆之   | 船橋 | 川島正行     | 船橋 |
| 2003年 | ネームヴァリュー   | サラ系 | 船橋   | 的場文男   | 大井 | 川島正行     | 船橋 |
| 2004年 | コスモバルク       | サラ系 | 北海道 | 内田博幸   | 大井 | 川島正行     | 船橋 |
| 2005年 | アジュディミツオー | サラ系 | 船橋   | 内田博幸   | 大井 | 川島正行     | 船橋 |
| 2006年 | アジュディミツオー | サラ系 | 船橋   | 内田博幸   | 大井 | 川島正行     | 船橋 |
| 2007年 | フリオーソ         | サラ系 | 船橋   | 内田博幸   | 大井 | 川島正行     | 船橋 |
| 2008年 | フリオーソ         | サラ系 | 船橋   | 戸崎圭太   | 大井 | 川島正行     | 船橋 |
| 2009年 | ラブミーチャン     | サラ系 | 笠松   | -          | -    | -            | -    |
| 2010年 | フリオーソ         | サラ系 | 船橋   | -          | -    | -            | -    |
| 2011年 | フリオーソ         | サラ系 | 船橋   | -          | -    | -            | -    |
| 2012年 | ラブミーチャン     | サラ系 | 笠松   | -          | -    | -            | -    |
| 2013年 | ハッピースプリント | サラ系 | 北海道 | -          | -    | -            | -    |
| 2014年 | サミットストーン   | サラ系 | 船橋   | -          | -    | -            | -    |
| 2015年 | ハッピースプリント | サラ系 | 大井   | -          | -    | -            | -    |
| 2016年 | ソルテ             | サラ系 | 大井   | -          | -    | -            | -    |
| 2017年 | ヒガシウィルウィン | サラ系 | 船橋   | -          | -    | -            | -    |
| 2018年 | キタサンミカヅキ   | サラ系 | 船橋   | -          | -    | -            | -    |
| 2019年 | ブルドッグボス     | サラ系 | 浦和   | -          | -    | -            | -    |
| 2020年 | サブノジュニア     | サラ系 | 大井   | -          | -    | -            | -    |
| 2021年 | ミューチャリー     | サラ系 | 船橋   | -          | -    | -            | -    |
| 2022年 | イグナイター       | サラ系 | 兵庫   | -          | -    | -            | -    |
| 2023年 | イグナイター       | サラ系 | 兵庫   | -          | -    | -            | -    |
| 2024年 | ライトウォーリア   | サラ系 | 川崎   | -          | -    | -            | -    |

- 1990〜1993年はサラブレッドのみを掲載した。同時期に別途選出されていたアラブ年度代表馬はNARグランプリアラブ最優秀馬、ばんえい年度代表馬についてはNARグランプリばんえい最優秀馬をそれぞれ参照。
- 最優秀調教師賞、最優秀騎手賞は2008年限りで廃止。

## 競走馬に関する表彰
NARグランプリの馬（競走馬）部門の選考は各地区の担当記者からの推薦ならびに広域交流競走の優勝馬などを候補馬とし、その候補馬の中から優秀馬選定委員会によって選ばれる。優秀馬選定委員会は、地方競馬全国協会理事長が指名した学識経験者、評論家、日刊紙・専門紙記者、関係団体職員などから構成される。

### 歴史
- 1990年から1993年まではサラブレッド系、アラブ系、ばんえいの3部門の表彰であった。
- 1994年から改められサラブレッド系、アラブ系のそれぞれに対して3歳、4歳、5歳以上[注 4]の3部門とばんえいの各部門で最優秀馬を選出しその中から年度代表馬を選出することとなった。併せて特別表彰馬としての表彰も設けられた。
- 1999年から新たに最優秀牝馬と最優秀短距離馬の部門を追加。
- 2003年からアラブ系競走馬の縮小によりアラブ系が2歳、3歳、4歳以上の3部門からアラブ系として1部門に統合された。
- 2004年からは芝コースでの競走で優れた成績を収めた競走馬を表彰する最優秀ターフ馬が新たに設けられた。同年はホッカイドウ競馬在籍の身ながらクラシック戦線など中央競馬での活躍が目立ったコスモバルクが受賞した。
- 2008年よりダート競走格付け委員会が解散したことに伴い、ダートグレード競走最優秀馬に代わる表彰としてダートグレード競走特別賞を創設。
- 2010年より、アラブ系競走馬の表彰部門が廃止(過去3年連続該当馬なし)され、2歳、3歳、4歳以上の最優秀馬の部門名に「サラブレッド」が付されなくなる[5]。
- 2011年からは2歳、3歳、4歳以上最優秀馬の部門が牡馬と牝馬に分離された。これに伴い最優秀牝馬は廃止となった。

### 部門一覧
2020年現在も存在しているもののみを挙げる。
- NARグランプリ年度代表馬
- NARグランプリ2歳最優秀牡馬
- NARグランプリ2歳最優秀牝馬
- NARグランプリ3歳最優秀牡馬
- NARグランプリ3歳最優秀牝馬
- NARグランプリ4歳以上最優秀牡馬
- NARグランプリ4歳以上最優秀牝馬
- NARグランプリ最優秀短距離馬
- NARグランプリばんえい最優秀馬
- NARグランプリ最優秀ターフ馬
- NARグランプリダートグレード競走特別賞
- NARグランプリ特別表彰馬

### 特別表彰馬
従来より設けられていたNARグランプリ特別功労賞から分離し、地方競馬の発展に特別の功績があった競走馬を称えるため1995年に創設された。なお、同賞時代にはオグリキャップが競走馬として唯一の受賞を果たしている。

#### 歴代受賞馬
| 年     | 受賞馬                 | 表彰理由 |
| ------ | ---------------------- | --- |
| 1995年 | トウケイニセイ         | 脚部不安から東北地区以外の競走にほとんど出なかったために最優秀馬に選出される事はなかったが、競走成績(通算43戦39勝)が顕著であるため。                                                            |
| 1995年 | ライブリマウント       | JRA所属馬のため最優秀馬の受賞資格はないが、交流競走で目覚しい成績(4戦3勝)を挙げたため。 |
| 1996年 | ホワイトナルビー       | オグリキャップをはじめとして産駒15頭が全て勝利を挙げ、産駒の勝利数が中央・地方通算133勝を数えるなど、繁殖牝馬として地方競馬に多大なる功績を挙げたため。                                         |
| 1996年 | ホクトベガ             | JRA所属馬のため最優秀馬の受賞資格はないが、交流競走で目覚しい成績(8戦8勝)を挙げたため。 |
| 1999年 | イナリトウザイ         | デビューは中央競馬だが、その後公営に転厩しサラ系の重賞にも勝利したりと成績優秀。繁殖牝馬としても多大なる功績を挙げたため。                                                                      |
| 2000年 | ハイセイコー           | 南関東公営出身でJRA移籍後は皐月賞を勝利するなどブームを巻き起こし、地方競馬の発展に多大なる影響を与えたため。                                                                                   |
| 2000年 | ファストフレンド       | JRA所属馬のため最優秀馬の受賞資格はないが、交流競走で目覚しい成績(6戦4勝)を挙げたため。 |
| 2001年 | ノボジャック           | JRA所属馬のため最優秀馬の受賞資格はないが、交流競走で目覚しい成績(7戦6勝)を挙げたため。 |
| 2002年 | ゴールドアリュール     | JRA所属馬のため最優秀馬の受賞資格はないが、交流競走で目覚しい成績(3戦3勝)を挙げたため。 |
| 2003年 | ロジータ               | 牝馬でありながら南関東牡馬三冠を制覇。繁殖牝馬としてもGI2勝を含むダートグレード競走4勝のカネツフルーヴなど、優秀な産駒を輩出した。                                                              |
| 2003年 | アドマイヤドン         | JRA所属馬のため最優秀馬の受賞資格はないが、交流競走で目覚しい成績(5戦3勝)を挙げたため。 |
| 2004年 | ニホンカイローレル     | 軽種馬日本最多勝のニホンカイキャロルや、西日本アラブダービー制覇などの成績を残したニホンカイユーノスなど、優秀な産駒を輩出。                                                                    |
| 2005年 | タイムパラドックス     | JRA所属馬のため最優秀馬の受賞資格はないが、交流競走で目覚しい成績(11戦3勝)を挙げたため。 |
| 2006年 | ブルーコンコルド       | JRA所属馬のため最優秀馬の受賞資格はないが、交流競走で目覚しい成績(8戦4勝)を挙げたため。 |
| 2007年 | ヴァーミリアン         | JRA所属馬のため最優秀馬の受賞資格はないが、交流競走で目覚しい成績(4戦4勝)を挙げたため。 |
| 2007年 | ミルジョージ           | 種牡馬として地方競馬の有力馬を数多く輩出したことが評価された。 |
| 2007年 | ワカオライデン         | 種牡馬として地方競馬の有力馬を数多く輩出したことが評価された。 |
| 2008年 | ホスピタリテイ         | 種牡馬として地方競馬の有力馬を数多く輩出したことが評価された。 |
| 2009年 | アジュディミツオー     | 地方競馬史に大きな足跡を残したことが讃えられた。 |
| 2009年 | タガミホマレ           | 日本の競馬界に大きな功績を残してきたアラブ系競走馬に感謝と敬意を表すため選定。 |
| 2010年 | コスモバルク           | 地方競馬所属馬として初の海外GI制覇を果たし、地方競馬に果たした多大な貢献を讃え、特別表彰馬に選定された。                                                                                        |
| 2013年 | ブライアンズタイム     | 長きにわたり日本の種牡馬として君臨し、地方競馬にも数多くの有力馬を数多く輩出したことが評価された。                                                                                              |
| 2013年 | フジノウェーブ         | 地方競馬所属馬として初のJBC制覇を果たし、地方競馬に果たした多大な貢献を讃え、特別表彰馬に選定された。                                                                                           |
| 2014年 | ライデンリーダー       | 中央競馬との本格的交流が始まった1995年に中央のクラシックで活躍したことが評価された。 |
| 2014年 | アジュディケーティング | 1993年から2014年に引退するまで、種牡馬として長きに渡り活躍馬を輩出し続けたことが評価された。 |
| 2015年 | オグリローマン         | 1994年に、地方競馬出身馬としてJRAの桜花賞を制し、地方競馬全体を盛り上げたことが評価された。 |
| 2016年 | メイセイオペラ         | 1999年に、地方競馬所属馬としてJRAのフェブラリーステークスを制し、地方競馬全体を盛り上げた。 |
| 2016年 | イナリワン             | 地方競馬出身馬として1989年にJRAの天皇賞・春、宝塚記念、有馬記念を制した。 |
| 2018年 | サウスヴィグラス       | ダート短距離路線で圧倒的な成績を残し、種牡馬としても地方競馬リーディングサイアーに何度も輝くなど地方競馬の発展に多大な貢献をした。                                                              |
| 2021年 | マルシュロレーヌ       | 地方競馬のレースで能力を開花させ、世界最高峰のレースであるブリーダーズカップ・ディスタフを制するに至った同馬の蹄跡と、 日本で実施されているダート競走の地位を大いに高めたことなどが評価された。 |
| 2022年 | オメガパフューム       | 2018年から2021年の東京大賞典を制し、国内史上初のGI競走4連覇の偉業を達成。地方競馬に於いて顕著な成績を残したことが評価された。                                                                   |
| 2023年 | マンダリンヒーロー     | 地方競馬所属馬として初めてダートの本場と言われる米国への遠征を敢行し、サンタアニタダービーで2着に好走、米国ダートクラシック三冠競走のケンタッキーダービーにも出走した。                         |
| 2024年 | ラブミーチャン         | 笠松競馬場でデビューし、兵庫ジュニアグランプリを含む5連勝で全日本2歳優駿を制覇、史上初の2歳で2009年NARグランプリ年度代表馬に輝き、その後も短距離路線で活躍した。                                |

## 人物に関する表彰
人部門として、現在は所属地区に関係なく選出している。1990年から2003年までは各地区から優秀調教師賞、優秀騎手賞を選出しその中からそれぞれ1名を最優秀調教師賞、最優秀騎手賞を選出していたが現在は地区ごとの優秀調教師、優秀騎手の選出は行っていない。最優秀騎手賞は1990年から船橋の石崎隆之が受賞し続けていたが2003年に大井の的場文男が初めて受賞し、石崎の最優秀騎手賞の連続受賞は13でストップした。2009年からは最優秀調教師賞、最優秀騎手賞を、最優秀勝利回数調教師賞・最優秀勝利回数騎手賞、最優秀賞金収得調教師賞・最優秀賞金収得騎手賞、最優秀勝率調教師賞・最優秀勝率騎手賞に改めるとともに、グレード競走や国際競走での顕著な成績を讃える殊勲調教師賞・殊勲騎手賞が新設された。

### 部門一覧
2024年現在も存在しているもののみを挙げる。
- 最優秀勝利回数調教師賞
- 最優秀賞金収得調教師賞
- 最優秀勝率調教師賞
- 殊勲調教師賞
- 最優秀勝利回数騎手賞
- 最優秀賞金収得騎手賞
- 最優秀勝率騎手賞
- 殊勲騎手賞
- 最優秀新人騎手賞
- 優秀女性騎手賞
- フェアプレイ賞
- 特別賞

### 調教師に関する表彰
2008年までは最優秀調教師賞のみだったが、2009年からはこれが廃止となり、最優秀勝利回数調教師賞、最優秀賞金収得調教師賞、最優秀勝率調教師賞、殊勲調教師賞の4部門となった。

#### 歴代受賞調教師
| 年     | 勝利回数           | 賞金収得         | 勝率             | 殊勲                               |
| ------ | ------------------ | ---------------- | ---------------- | ---------------------------------- |
| 2009年 | 角田輝也（名古屋） | 川島正行（船橋） | 川西毅（名古屋） | 角川秀樹（北海道）・柳江仁（笠松） |
| 2010年 | 田中守（高知）     | 川島正行（船橋） | 出川克己（船橋） | 該当者なし                         |
| 2011年 | 雑賀正光（高知）   | 岡林光浩（船橋） | 柏原誠路（兵庫） | 該当者なし                         |
| 2012年 | 雑賀正光（高知）   | 川島正行（船橋） | 川西毅（名古屋） | 該当者なし                         |
| 2013年 | 雑賀正光（高知）   | 川島正行（船橋） | 柏原誠路（兵庫） | 田中淳司（北海道）                 |
| 2014年 | 雑賀正光（高知）   | 小久保智（浦和） | 川西毅（名古屋） | 該当者なし                         |
| 2015年 | 角田輝也（名古屋） | 小久保智（浦和） | 柏原誠路（兵庫） | 該当者なし                         |
| 2016年 |                    | 小久保智（浦和） | 川西毅（名古屋） | 該当者なし                         |
| 2017年 | 角田輝也（名古屋） | 小久保智（浦和） | 川西毅（名古屋） | 佐藤賢二（船橋）・荒山勝徳（大井） |
| 2018年 | 打越勇児（高知）   | 佐藤賢二（船橋） | 川西毅（名古屋） | 該当者なし                         |
| 2019年 | 打越勇児（高知）   | 小久保智（浦和） | 川西毅（名古屋） | 小久保智（浦和）・髙月賢一（川崎） |
| 2020年 | 角田輝也（名古屋） | 小久保智（浦和） | 川西毅（名古屋） | 堀千亜樹（大井）                   |
| 2021年 | 打越勇児（高知）   | 小久保智（浦和） | 川西毅（名古屋） | 該当者なし                         |
| 2022年 | 打越勇児（高知）   | 小久保智（浦和） | 保利良平（兵庫） | 該当者なし                         |
| 2023年 | 田中守(高知)       | 小久保智(浦和)   | 柏原誠路(兵庫)   | 該当者なし                         |
| 2024年 | 打越勇児（高知）   | 小久保智（浦和） | 打越勇児（高知） | 該当者なし                         |

### 騎手に関する表彰
2008年までは最優秀騎手賞のみだったが、2009年からはこれが廃止となり、最優秀勝利回数騎手賞、最優秀賞金収得騎手賞、最優秀勝率騎手賞、殊勲騎手賞の4部門となった。

#### 歴代受賞騎手
| 年     | 勝利回数         | 賞金収得           | 勝率             | 殊勲                                 |
| ------ | ---------------- | ------------------ | ---------------- | ------------------------------------ |
| 2009年 | 戸崎圭太（大井） | 戸崎圭太（大井）   | 赤岡修次（高知） | 該当者なし                           |
| 2010年 | 戸崎圭太（大井） | 戸崎圭太（大井）   | 赤岡修次（高知） | 山口勲（佐賀）                       |
| 2011年 | 戸崎圭太（大井） | 戸崎圭太（大井）   | 赤岡修次（高知） | 戸崎圭太（大井）・吉原寛人（金沢）   |
| 2012年 | 戸崎圭太（大井） | 戸崎圭太（大井）   | 赤岡修次（高知） | 該当者なし                           |
| 2013年 | 川原正一（兵庫） | 御神本訓史（大井） | 山口勲（佐賀）   | 該当者なし                           |
| 2014年 | 田中学（兵庫）   | 御神本訓史（大井） | 山口勲（佐賀）   | 倉兼育康（高知）                     |
| 2015年 | 森泰斗（船橋）   | 森泰斗（船橋）     | 山口勲（佐賀）   | 該当者なし                           |
| 2016年 | 森泰斗（船橋）   | 森泰斗（船橋）     | 山口勲（佐賀）   | 永森大智（高知）                     |
| 2017年 | 下原理（兵庫）   | 森泰斗（船橋）     | 山口勲（佐賀）   | 的場文男（大井）・臼井健太郎（船橋） |
| 2018年 | 吉村智洋（船橋） | 森泰斗（船橋）     | 山口勲（佐賀）   | 該当者なし                           |
| 2019年 | 森泰斗（船橋）   | 森泰斗（船橋）     | 山口勲（佐賀）   | 御神本訓史（大井）・吉原寛人（金沢） |
| 2020年 | 森泰斗（船橋）   | 森泰斗（船橋）     | 赤岡修次（高知） | 矢野貴之（大井）                     |
| 2021年 | 森泰斗（船橋）   | 森泰斗（船橋）     | 宮川実（高知）   | 該当者なし                           |
| 2022年 | 吉村智洋（兵庫） | 矢野貴之（大井）   | 宮川実（高知）   | 該当者なし                           |
| 2023年 | 吉村智洋（兵庫） | 笹川翼(大井)       | 赤岡修次(高知)   | 該当者なし                           |
| 2024年 | 森泰斗（船橋）   | 笹川翼（大井）     | 渡辺竜也（笠松） | 該当者なし                           |

### 特別賞
NARグランプリでは、第1回より地方競馬の発展に貢献した人馬を表彰する制度としてNARグランプリ特別功労賞が設けられていた。1995年より人物に関しては特別賞と改称され、現在まで続いている。

#### 歴代受賞者
| 年度   | 受賞者・馬                 | 所属         |
| ------ | -------------------------- | ------------ |
| 1990年 | 佐々木竹見                 |              |
| 1990年 | 高橋三郎                   | 大井         |
| 1990年 | オグリキャップ             | (元笠松)     |
| 1991年 | 田中利衛                   |              |
| 1992年 | 桑島孝春                   |              |
| 1993年 | 山口瞳                     | 作家         |
| 1993年 | 田中道夫                   |              |
| 1993年 | 高砂哲二                   |              |
| 1994年 | 該当者なし                 | 該当者なし   |
| 1995年 | 井上宥藏                   |              |
| 1996年 | 石崎隆之                   | 船橋         |
| 1997年 | 出川己代造                 |              |
| 1997年 | 金山明彦                   |              |
| 1997年 | 有馬澄男                   |              |
| 1997年 | 川原正一                   |              |
| 1998年 | 武豊                       | JRA栗東      |
| 1998年 | 佐々木竹見                 | 川崎         |
| 1999年 | 的場文男                   | 大井         |
| 1999年 | 安藤勝己                   | 笠松         |
| 2000年 | 荒川友司                   |              |
| 2000年 | 佐々木竹見                 | 川崎         |
| 2001年 | 手島健児                   |              |
| 2001年 | 鮫島克也                   | 佐賀         |
| 2002年 | 古川博                     |              |
| 2002年 | 小牧太                     |              |
| 2003年 | 石崎隆之                   | 船橋         |
| 2004年 | 菅原勲                     | 岩手         |
| 2004年 | 内田利雄                   | 宇都宮       |
| 2004年 | 田部和則                   | 北海道       |
| 2004年 | 鮫島克也                   | 佐賀         |
| 2005年 | 岩田康誠                   | 兵庫         |
| 2006年 | 矢作和人                   | 大井         |
| 2006年 | 川原正一                   | 兵庫         |
| 2006年 | 田部和則                   | 北海道       |
| 2006年 | 五十嵐冬樹                 | 北海道       |
| 2007年 | 小林俊彦                   | 岩手         |
| 2007年 | 内田博幸                   | 大井         |
| 2008年 | 高岡秀行                   | （元北海道） |
| 2008年 | 内田利雄                   |              |
| 2009年 | 該当者なし                 | 該当者なし   |
| 2010年 | 藤本匠                     | ばんえい     |
| 2011年 | 宮下瞳                     | 名古屋       |
| 2012年 | 岡崎準                     | 福山         |
| 2012年 | 山口勲                     | 佐賀         |
| 2012年 | 山中利夫                   | (元石川)     |
| 2013年 | 該当者なし                 | 該当者なし   |
| 2014年 | 大河原和雄                 | ばんえい     |
| 2014年 | 木村健                     | 兵庫         |
| 2014年 | 向山牧                     | 笠松         |
| 2014年 | 川島正行                   | 元調教師     |
| 2014年 | 吉田勝彦                   | アナウンサー |
| 2015年 | 田中学                     | 兵庫         |
| 2015年 | 岡部誠                     | 愛知         |
| 2015年 | 安部幸夫                   | 愛知         |
| 2016年 | 赤岡修次                   | 高知         |
| 2016年 | 宮下瞳                     | 愛知         |
| 2016年 | 武豊                       | JRA栗東      |
| 2017年 | 山野浩一                   |              |
| 2018年 | 的場文男                   | 大井         |
| 2018年 | 村上忍                     | 岩手         |
| 2019年 | 西川敏弘                   | 高知         |
| 2019年 | 石崎隆之                   | （元船橋）   |
| 2020年 | 森泰斗                     | 船橋         |
| 2020年 | 的場文男                   | 大井         |
| 2020年 | 宮下瞳                     | 愛知         |
| 2020年 | 下原理                     | 兵庫         |
| 2021年 | 宮下瞳                     | 愛知         |
| 2021年 | 岡田繁幸                   |              |
| 2022年 | 戸部尚実                   | 愛知         |
| 2022年 | 佐々木竹見                 |              |
| 2023年 | 吉村智洋                   | 兵庫         |
| 2023年 | 丸野勝虎                   | 愛知         |
| 2023年 | 的場文男                   | 大井         |
| 2023年 | 野口孝                     | 調教師       |
| 2023年 | 石川喬司                   |              |
| 2023年 | チーム・マンダリンヒーロー |              |
| 2024年 | 宮下瞳                     | 愛知         |
| 2024年 | 吉原寛人                   | 金沢         |

## NARグランプリに関する主な記録

### 年度代表馬受賞回数
| 所属   | 回数 | 年度                                                                         |
| ------ | ---- | ---------------------------------------------------------------------------- |
| 船橋   | 13   | 1997, 1998, 2003, 2005, 2006, 2007, 2008, 2010, 2011, 2014, 2017, 2018, 2021 |
| 大井   | 8    | 1990, 1991, 1992, 1993, 1994, 2015, 2016, 2020                               |
| 笠松   | 3    | 1995, 2009, 2012                                                             |
| 岩手   | 3    | 1999, 2001, 2002                                                             |
| 兵庫   | 3    | 1996, 2022, 2023                                                             |
| 北海道 | 2    | 2004, 2013                                                                   |
| 栃木   | 1    | 2000                                                                         |
| 浦和   | 1    | 2019                                                                         |
| 川崎   | 1    | 2024                                                                         |